# Acronychia acidula
Acronychia acidula är en vinruteväxtart som beskrevs av Ferdinand von Mueller. Acronychia acidula ingår i släktet Acronychia och familjen vinruteväxter. Inga underarter finns listade i Catalogue of Life.